# Léonce Aubé
Louis François Léonce Aubé (França, 1816 — Paris, 19 de fevereiro de 1877) foi um engenheiro francês, diretor da Colônia Dona Francisca, atual cidade de Joinville.
Cidadão francês, Vice-Cônsul da França em Santa Catarina, a partir de novembro de 1849, e representante de Suas Altezas Reais,  Francisco Fernando de Orléans (Príncipe de Orléans) e Francisca de Bragança (Princesa de Joinville).
Foi deputado à Assembleia Legislativa Provincial de Santa Catarina na 12ª legislatura (1858 — 1859).